# M67 (ručna bomba)
M67 je američka rasprskavajuća ručna bomba koju koriste američka i kanadska vojska. U Kanadi se M67 koristi pod nazivom C13. M67 je zamijenila starije bombe M61 (iz obitelji M26) koju su američke snage koristile tijekom Vijetnamskog rata kao i starije Mk 2 bombe koja se roristila tijekom Drugog svjetskog rata.

## Opis
M67 je ručna bomba čeličnog tijela koje sadrži 180 g kompozit B eksploziva. Posebno je za ovu rasprskavajuću bombu osmišljen i dizajniran upaljač M213. Ukupna masa bombe je 400 g te ima sigurnosni osigurač kako bi se izbjeglo slučajno aktiviranje.
Prosječan vojnik može baciti M67 na udaljenost od 30 do 35 metara dok fitilj traje od 4 do 4,5 sekundi nakon čega se aktivira eksplozivno punjenje u tijelu bombe. Komadi čelika nastali eksplozijom bombe smrtonosni su na udaljenostima do 5 metara, ranjavaju na udaljenostima do 15 metara, a najveći doseg im je i do 250 metara.

## M69
M69 je trenažna ručna bomba koja se koristi na obuci i treningu američke vojske. Primjenjuje se za oponašanje osnovne inačice M67. Prilikom detonacije, M69 izbacuje malu količinu bijelog dima jer je iz ručne bombe izvađeno eksplozivno punjenje.

## Korisnici
- SAD: američka vojska.[1]
- Kanada: kanadska vojska.[1]
- Novi Zeland[1]
- Španjolska[1]
- Vijetnam[1]